# فینال جام اتحادیه فوتبال انگلستان ۱۹۸۷
فینال جام اتحادیه فوتبال انگلستان ۱۹۸۷، رقابت پایانی جام اتحادیه فوتبال انگلستان در سال ۱۹۸۷ میلادی است که مابین دو تیم باشگاه فوتبال آرسنال و باشگاه فوتبال لیورپول در ورزشگاه ومبلی لندن برگزار شده‌است.
این مسابقه که در تاریخ ۵ آوریل ۱۹۸۷ انجام شده‌است با نتیجه ۲ بر ۱ به سود تیم باشگاه فوتبال آرسنال به پایان رسید.